# Mister Wong
Mister Wong est un service de social bookmarking en langue allemande, développé par l'agence de communication Construktiv de Brême (Allemagne).
La version originale de Mister Wong, en allemand, a été mise en place au printemps 2006 et regroupe aujourd'hui plus de 2,6 millions de favoris (aussi appelés bookmark).
En janvier 2007, Mister Wong reprend le service de bookmarking social allemand Taggle.
Selon Alexa, Mister Wong fait partie des 50 sites web les plus visités en Allemagne (juillet 2007). 
Actuellement Mister Wong se décline en version française, anglaise, espagnole, russe, chinoise et bientôt japonaise.

## Caractéristiques
Mister Wong permet aux internautes d'enregistrer leurs sites internet préférés en ligne. 
Après s'être inscrit gratuitement, la barre d'outils Mister Wong doit être installée pour pouvoir enregistrer des sites internet rapidement.
La fonction d'importation permet notamment d'importer des favoris à partir d'autres outils de bookmarking comme Internet Explorer ou del.icio.us sur Mister Wong.
Certains médias en ligne internationaux comme Swiss Info , The Economist, Time Magazine, El Commercio  ou encore Die Zeit proposent à leurs cyberlecteurs d'ajouter automatiquement leurs articles sur Mister Wong.
Les favoris sont principalement enregistrés en mode public mais il est aussi possible de les garder en mode privé pour en restreindre l'accès.
D'autres services suivant le concept Web 2.0 sont proposés à la communauté :
- Ajout de mots-clés (ou tags) aux liens enregistrés pour les classer ;
- Création et participation à des groupes de discussion ou de travaux ;
- Bundles de Tags: Attribution de plusieurs mots-clés à partir d'une seule balise méta (ou métatag) ;
- Outils de gestion de mots-clés pour rendre possible une correction ultérieure
- Visualisation de chaque favori par une image ;
- Liste d'amis: Création d'un réseau social avec les autres utilisateurs ;
- Communication avec les autres utilisateurs par le biais d'e-mails internes ;
- Création d'un profil avec ses données personnelles.

## Sources
1. Construktiv GmbH: Willkommen Taggle!, article du blog Mister Wong Allemagne, 19 janvier 2007
2. Alexa Internet Inc.: Alexa Web Search - Top 500 , 24 avril 2007

- (de) Cet article est partiellement ou en totalité issu de l’article de Wikipédia en allemand intitulé « Mister Wong » (voir la liste des auteurs).